# Otto Feige (Admiral)
Otto Feige (* 21. September 1882 in Neiße, Schlesien; † 2. Januar 1951 in Kaufbeuren) war ein deutscher Marineoffizier, zuletzt im Dienstgrad eines Admirals der Kriegsmarine.

## Karriere

### Kaiserliche Marine und Erster Weltkrieg
Feige trat am 10. April 1900 als Seekadett in die Kaiserliche Marine ein. Nach der Grundausbildung und der Basisausbildung auf dem Schulschiff Stosch kam er zur weiteren Ausbildung am 1. April 1902 an die Marineschule in Kiel. Am 22. April 1902 wurde er zum Fähnrich zur See ernannt. Ab dem 1. Oktober 1903 diente er auf dem Linienschiff Wettin und wurde am 29. September 1904 zum Leutnant zur See befördert. Ab dem 1. Oktober 1905 war Feige dann als Kompanieoffizier in der 2. Matrosendivision eingesetzt und war kurzzeitig auch zum Militärreitinstitut Hannover kommandiert, um für ein bevorstehendes Kommando in den Schutzgebieten Reiten zu lernen. Vom 1. Oktober bis zum 1. November 1906 reiste Feige dann mit dem Dampfer Lucia Woermann nach Duala. Ab dem 2. November 1906 diente er als Wachoffizier auf dem Kanonenboot Sperber, dem damaligen Stationsschiff der Westafrikanischen Marinestation. Am 27. April 1907 erfolgte die Beförderung zum Oberleutnant zur See, bevor Feige am 7. November 1907 auf das Artillerie-Schulschiff Mars wechselte. Mit diesem Schiff kehrte er am 14. Mai 1908 nach Deutschland zurück. Es folgte ein weiteres Bordkommando auf dem Großen Kreuzer Prinz Heinrich vom 15. Mai bis zum 30. September 1908, sowie im Anschluss eine Kommandierung als Lehrer an die Schiffsartillerieschule in Sonderburg bis zum 31. März 1910. Während dieser Zeit kommandierte er auch das Artillerie-Versorgungsschiff Fuchs. Ab dem 1. April 1910 stand Feige dann kurz zur Verfügung der 2. Matrosendivision und gehörte zum Besatzungsstamm des noch im Bau befindlichen Großen Kreuzers Von der Tann. Am 1. September 1910 wurde Feige schließlich Wachoffizier auf diesem Schiff und in dieser Funktion am 22. März 1913 zum Kapitänleutnant befördert.
Es folgte ein Kommando als Wachoffizier auf dem Großen Kreuzer Hansa ab dem 4. August 1913, sowie ein Kommando als 2. Artillerieoffizier auf dem gerade in Dienst gestellten Großlinienschiff Großer Kurfürst ab dem 30. Juli 1914. In dieser Dienststellung erlebte er den Beginn des Ersten Weltkriegs. Vom 14. Oktober bis zum 1. November 1917 stand Feige dann zur Verfügung des 3. Bataillons der 1. Matrosendivision, um anschließend als Berater für den Bereich Artillerie im Stab der I. U-Boot-Flottille Mittelmeer in Pola zugeordnet.
In dieser Funktion begab sich Feige am 27. April 1918 zu Informationszwecken an Bord von U 39, dem zweiterfolgreichsten Unterseeboot des Ersten Weltkrieges. Mit dem Boot nahm Feige an einem Angriff auf einen Geleitzug teil. Anschließend wurde das Boot von französischen Wasserflugzeugen angegriffen und durch abgeworfene Wasserbomben so schwer beschädigt, dass der Kommandant anordnete, den nächstgelegenen Hafen des neutralen Spanien, Cartagena, anzulaufen. Hier wurde die Besatzung bis zum Kriegsende interniert. Feige kehrte erst am 31. Mai 1919 nach Deutschland zurück.

### Reichsmarine und Kriegsmarine
Ab dem 1. Juni 1919 war Feige zunächst Kompanieoffizier im Küstenwehrregiment Kiel und ab dem 16. Januar 1920 war er als Inspektions- und Artillerie-Offizier an der Marineschule Mürwik tätig. Während dieser Verwendung wurde er am 8. März 1920 zum Korvettenkapitän befördert. Anschließend kommandierte er ab dem 1. September 1920 das Küstenwehrabteilung I (Swinemünde). Am 1. April 1922 wurde Feige dann Stabsoffizier im Stab des Kommandanten der Festung Swinemünde und ab dem 19. Mai 1923 Chef der Artillerie- und der nautischen Abteilung des Marinehafens Wilhelmshaven. Gleichzeitig war er Verhandlungsoffizier in einer Unterkommission der Marinefriedenskommission.
Vom 22. September 1924 bis zum 25. September 1927 war Feige dann Dozent und Stabsoffizier an der Schiffsartillerieschule (S.A.S.) in Kiel-Wik. In dieser Zeit erfolgte am 1. Oktober 1926 die Beförderung zum Fregattenkapitän. Am 8. Oktober 1927 wurde Feige Chef des Stabes der Inspektion der Schiffsartillerie und anschließend ab dem 27. September 1928 Kommandant des Linienschiffs Hessen. Ab dem 1. November 1928 im Dienstgrad Kapitän zur See.
Vom 4. Oktober 1930 an übernahm Feige die Schiffsartillerieschule als Kommandeur und wurde am 30. September 1932 zum Inspekteur der Schiffsartillerie ernannt. Mit der Beförderung zum Konteradmiral am 1. Januar 1933 wurde Feige auch Chef des Artillerie-Versuchskommandos Land und See. Vom 3. August 1933 an kommandierte er außerdem noch in Vertretung die Marinestation der Nordsee. Diese Verwendungen hatte Feige auch während des Übergangs von der Reichsmarine zur Kriegsmarine inne. Am 1. Oktober 1935 zum Vizeadmiral befördert, ging Feige anschließend am 30. September 1937 zunächst im Charakter eines Admirals in Pension.

### Im Zweiten Weltkrieg
Nach Beginn des Zweiten Weltkriegs wurde Feige reaktiviert und stand zunächst zur Verfügung  der Kriegsmarine. Ab dem 25. Mai 1940 wurde er als Leiter der Administration beim Weiterbau des im Rahmen der deutsch-sowjetischen Zusammenarbeit in Rüstungthemen an die Sowjetunion verkauften Schweren Kreuzers Lützow in Leningrad eingesetzt.  Er kehrte im Juni 1941 kurz vor der deutschen Invasion nach Deutschland zurück. Ab dem 1. Juli 1941 war Feige dann aufgrund seiner Ortskenntnisse als Leiter der Schiffswerft von Leningrad vorgesehen und erhielt am 1. September 1941 das Patent zu seinem Dienstgrad.
Da die Eroberung der Stadt durch deutsche Truppen scheiterte, wurde Feige ab dem 1. Dezember 1941 als Leiter der Schiffswerft (Oberwerftdirektor) von Nikolajew eingesetzt. Ab dem 30. September 1942 stand er wiederum zur Verfügung der Kriegsmarine und wurde am 31. Dezember 1942 endgültig pensioniert. In der Zeit bis zum Ende des Zweiten Weltkriegs fertigte Feige dann noch einige militärische Studien für Marinedienststellen an. Feige starb 1951 in Kaufbeuren.

## Auszeichnungen
Während des Ersten Weltkriegs:
- Eisernes Kreuz, 2. Klasse (EK II)
- Eisernes Kreuz, 1. Klasse (EK I)
- Friedrich-August-Kreuz, 2. Klasse mit der Spange „vor dem Feinde“
- Friedrich-August-Kreuz, 1. Klasse
- Hamburgisches Hanseatenkreuz
- Kgl. Preußisches Dienstauszeichnungskreuz

Während der Dienstzeit in der Kriegsmarine:
- Ehrenkreuz für Frontkämpfer (1934)
- Dienstauszeichnung der Wehrmacht (DA I bis DA IV)

## Werke (Auswahl)
- Studie über die Verteidigung der Dardanellen, im Auftrag des Marinegruppenkommandos Süd der Kriegsmarine,[2]